# Grenmyrtjärnarna
Grenmyrtjärnarna är varandra näraliggande sjöar i Lycksele kommun i Lappland och ingår i Umeälvens huvudavrinningsområde.
- Grenmyrtjärnarna (Lycksele socken, Lappland, 718929-163488), sjö i Lycksele kommun, 64°46′49″N 18°38′37″Ö / 64.7802°N 18.6436°Ö (7,99 ha)
- Grenmyrtjärnarna (Lycksele socken, Lappland, 718964-163498), sjö i Lycksele kommun, 64°47′02″N 18°38′38″Ö / 64.7839°N 18.644°Ö